# Paseo de la Explanada (Barcelona)

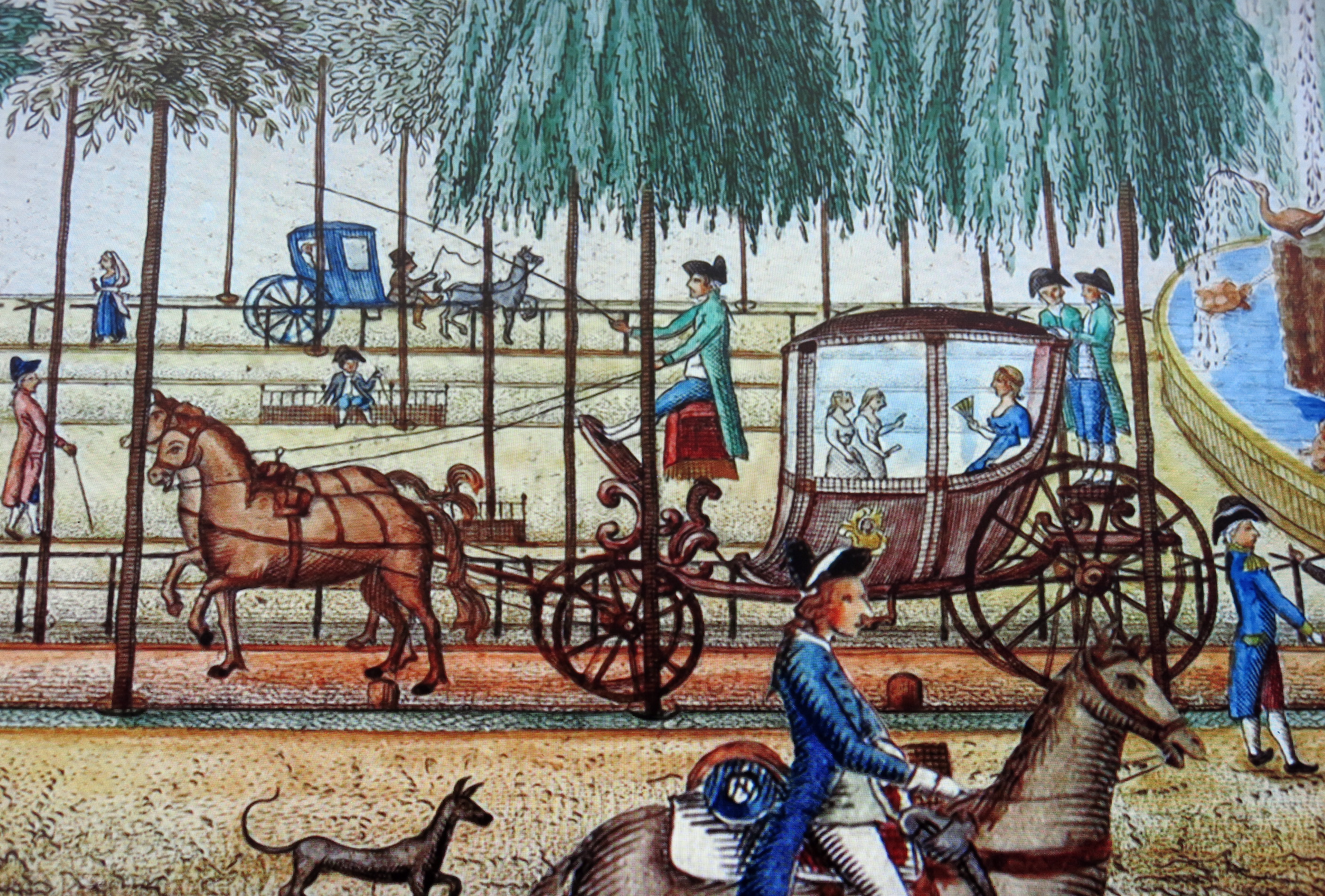
Recreación del Paseo de la Explanada.

El Paseo de la Explanada, también conocido como Paseo Nuevo o Paseo de San Juan fue un bulevar ajardinado de Barcelona, frente a la fortaleza de la Ciudadela. Abierto en 1798, fue uno de los primeros jardines públicos de Barcelona. Desapareció con la reurbanización de la zona tras el derribo de las murallas y de la Ciudadela. Se corresponde más o menos con el actual Paseo de Picasso.

## Toponimia
El paseo fue popularmente conocido Paseo de la Explanada, Paseo Nuevo, Campo de Marte o Lancastrín, debido a su impulsor, el capitán general Lancaster. Finalmente fue bautizado como Paseo de San Juan, aunque la denominación de Paseo de la Explanada siguió siendo la más frecuente.

## Características

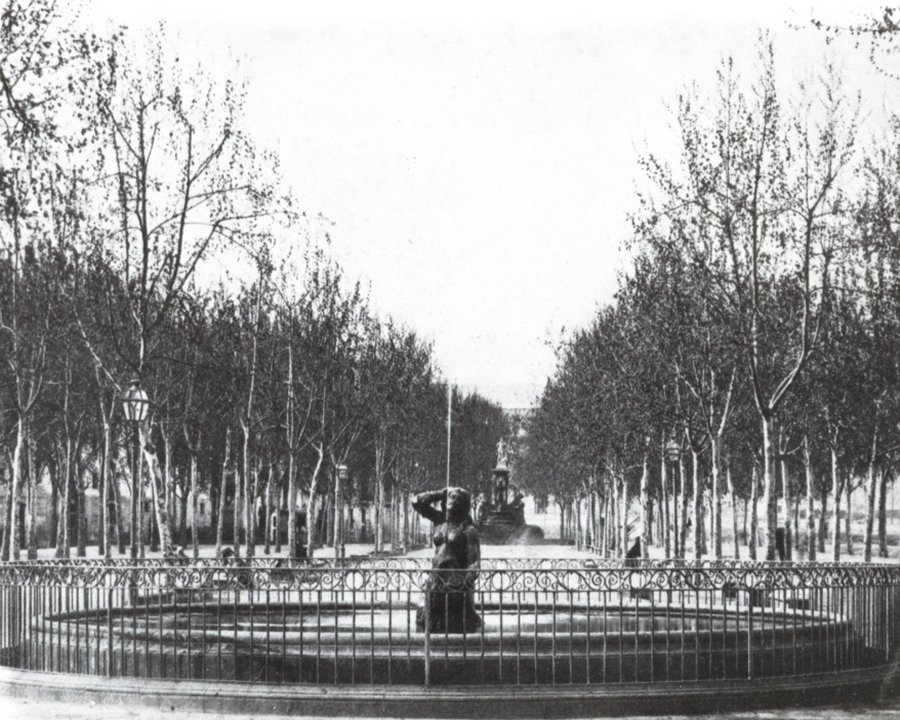
Vía central del Paseo, con la Fuente de la Nereida en primer plano y la de Hércules al fondo.

El paseo discurría desde la Avenida de la Aduana, junto al Jardín del General hasta el baluarte del Portal Nuevo. Constaba de siete avenidas: tres destinadas a los peatones, dos para coches de lujo y jinetes y otras dos para los carruajes de carga. El paseo central contaba con bancos de piedra y hierro forjado y estaba decorado con cuatro fuentes, situadas equidistantemente, que representaban personajes mitológicos. La primera estaba dedicada a Aretusa; la segunda presentaba al dios marino Forcis luchando con un tritón; la tercera mostraba una Nereida cabalgando sobre un delfín; y la cuarta, en el extremo norte del paseo, estaba dedicada a Hércules. La Fuente de Hércules, obra de Josep Moret y Salvador Gurri, es el único vestigio conservado en el actualidad y está considerada como la estatua pública original más antigua de Barcelona.

## Historia
Tras la Guerra de Sucesión, gran parte del barrio de la Ribera de Barcelona fue derribado para levantar una ciudadela. Durante varios años, entre la fortaleza militar y las casas supervivientes quedó una gran explanada de terreno yermo, que se destinaba a maniobras y a las ejecuciones de reos. La creación de unos jardines en este glacis fue promovida por el capitán general Agustín de Lancaster, con el objetivo de dar trabajo a gran parte de la población que había quedado desocupada con la paralización del comercio marítimo, a causa de la Guerra anglo-española de 1796. Las obras se iniciaron el 28 de agosto de 1797 y el paseo se inauguró el 23 de junio de 1798. No obstante, en los años siguientes se realizaron varias modificaciones; especialmente en 1802, con motivo de una visita del rey Carlos IV, cuando se reemplazaron las dos fuentes de los extremos del paseo por otras más monumentales. 

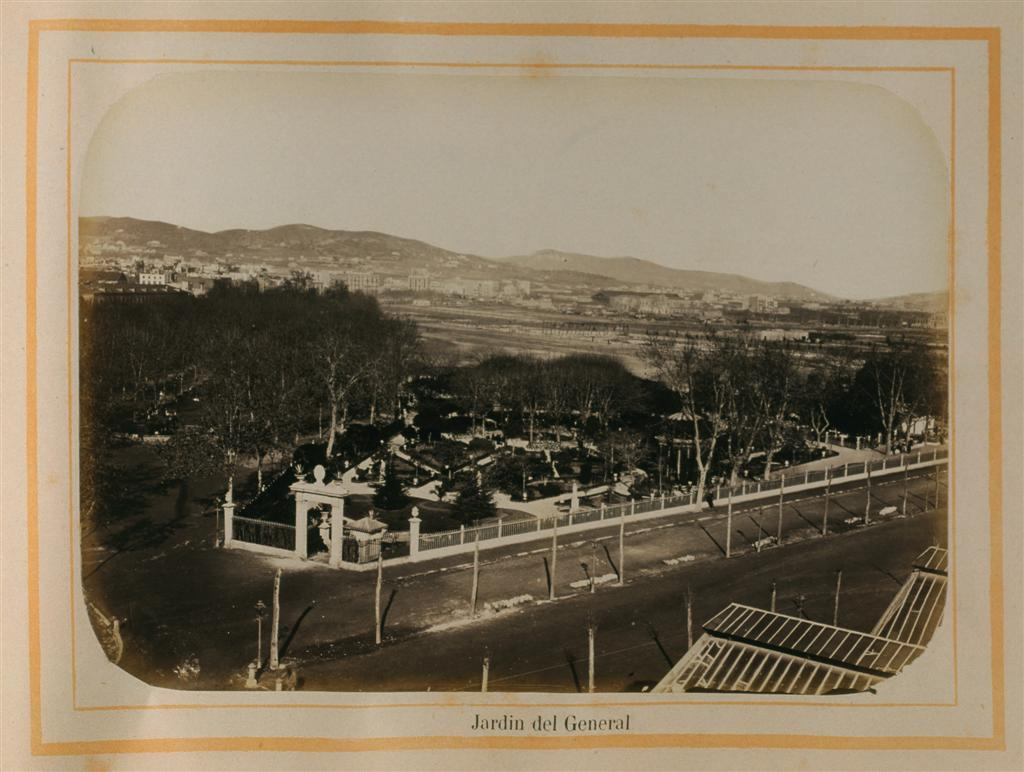
El Jardín del General y, a la izquierda, el paseo de la Explanada.

A pesar de la apertura del paseo, las ejecuciones frente a la fortaleza continuaron. En junio de 1809 las tropas napoleónicas ejecutaron por garrote vil a los implicados en el Complot de la Ascensión, una conjura fallida contra los ocupantes franceses. En 1815 el conjunto ajardinado fue completado por el extremo sur con la creación del Jardín del General, considerado el primer parque público de Barcelona.
El derribo de la Ciudadela supuso la reurbanización de la toda la zona a partir de 1878, según un proyecto de Josep Fontserè. El paseo de la Explanada desapareció a principios de los años 1880, siendo la mayor parte ocupado por edificios de viviendas conocidos como «Porxos d'en Fontserè» y el Mercado del Borne. El único elemento conservado fue la Fuente de Hércules, que inicialmente quedó integrada en el recinto de la Exposición Universal de 1888, dentro de los jardines del Palacio de Bellas Artes. En 1928 fue trasladada unos metros más al norte, en el cruce del Paseo de San Juan con la calle Córcega, donde se mantiene en el actualidad.